# Caldes de Montbui
Caldes de Montbui és una vila i municipi de la comarca del Vallès Oriental.

## Geografia
- Llista de topònims de Caldes de Montbui (Orografia: muntanyes, serres, collades, indrets..; hidrografia: rius, fonts...; edificis: cases, masies, esglésies, etc).

| Entitat de població           | Habitants (2024) |
| Caldes de Montbui             | 14.575           |
| Can Valls i Torre del Negrell | 1.906            |
| els Saulons i la Finca Ribó   | 1.640            |
| els Lledoners                 | 213              |
| Font: Idescat                 |                  |

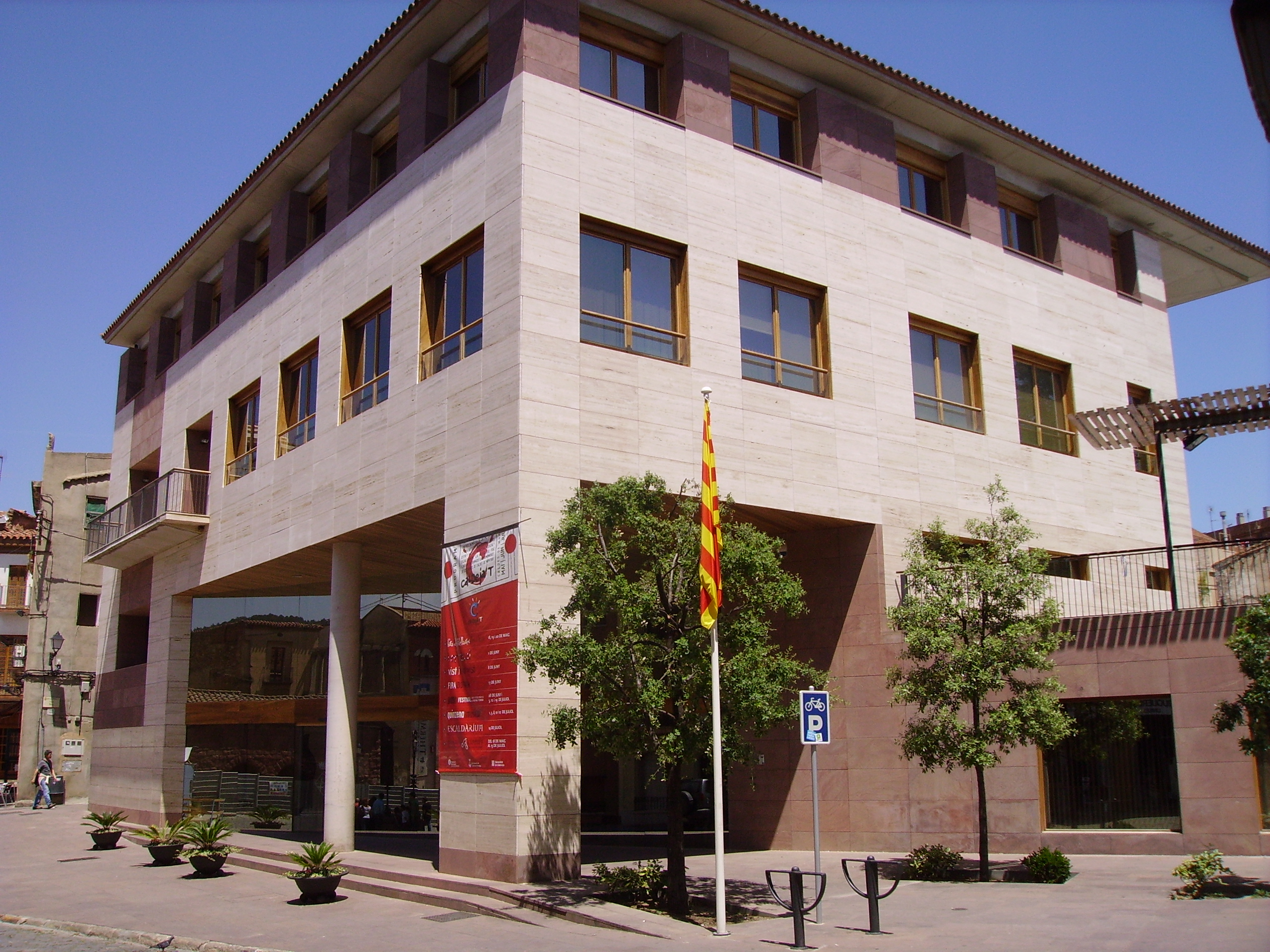
Ajuntament.

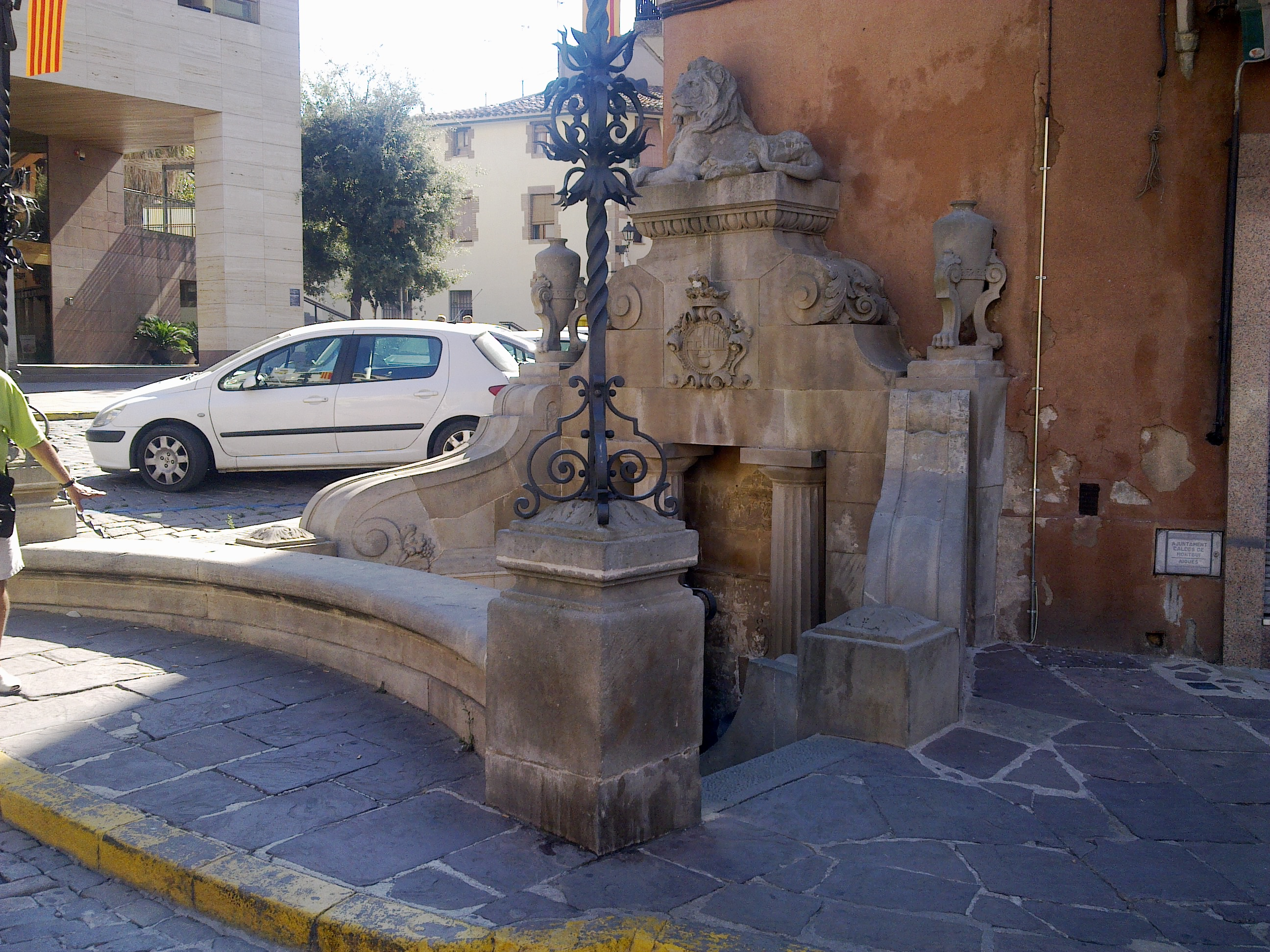
Conjunt de la plaça de la Font del Lleó

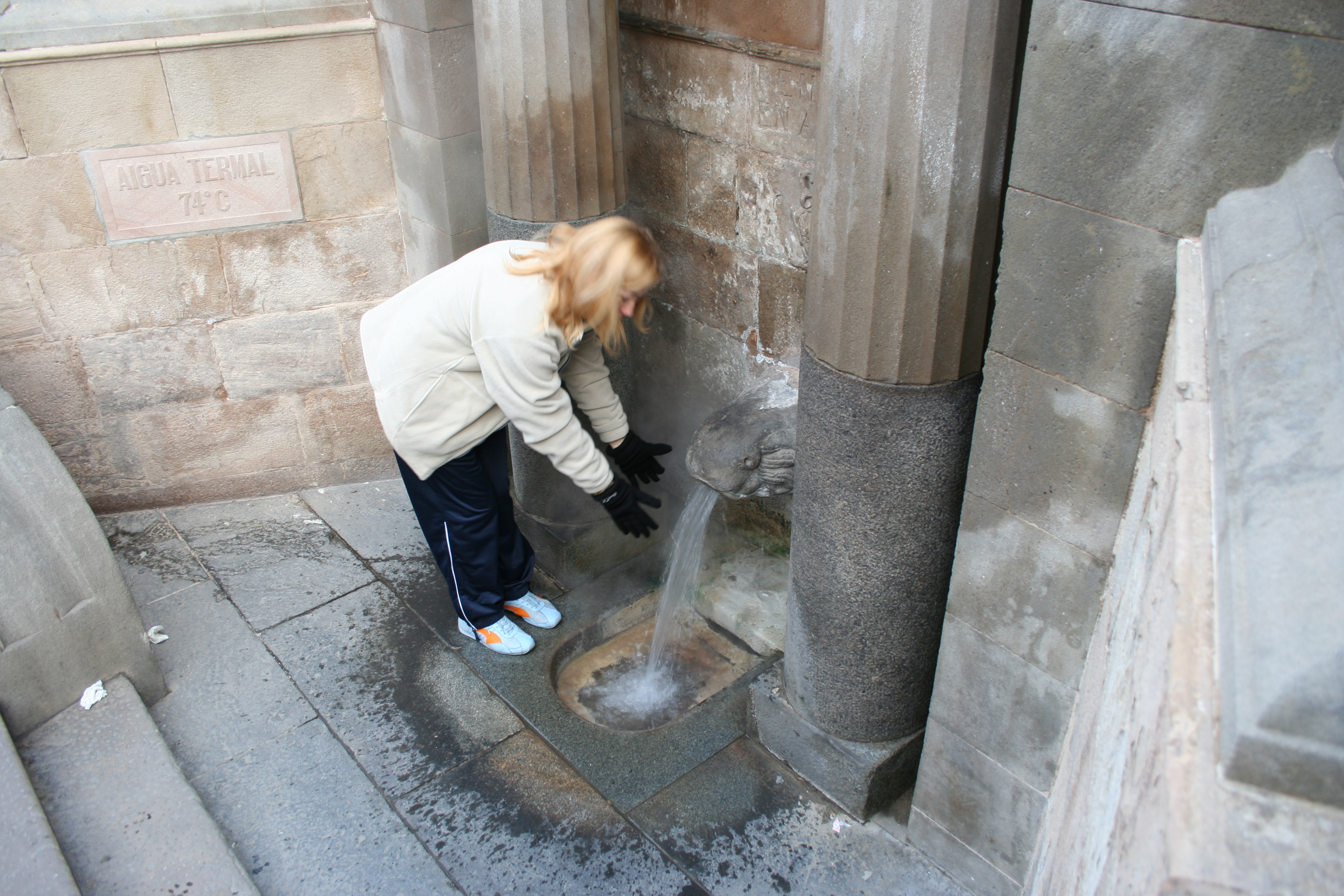
Font del Lleó

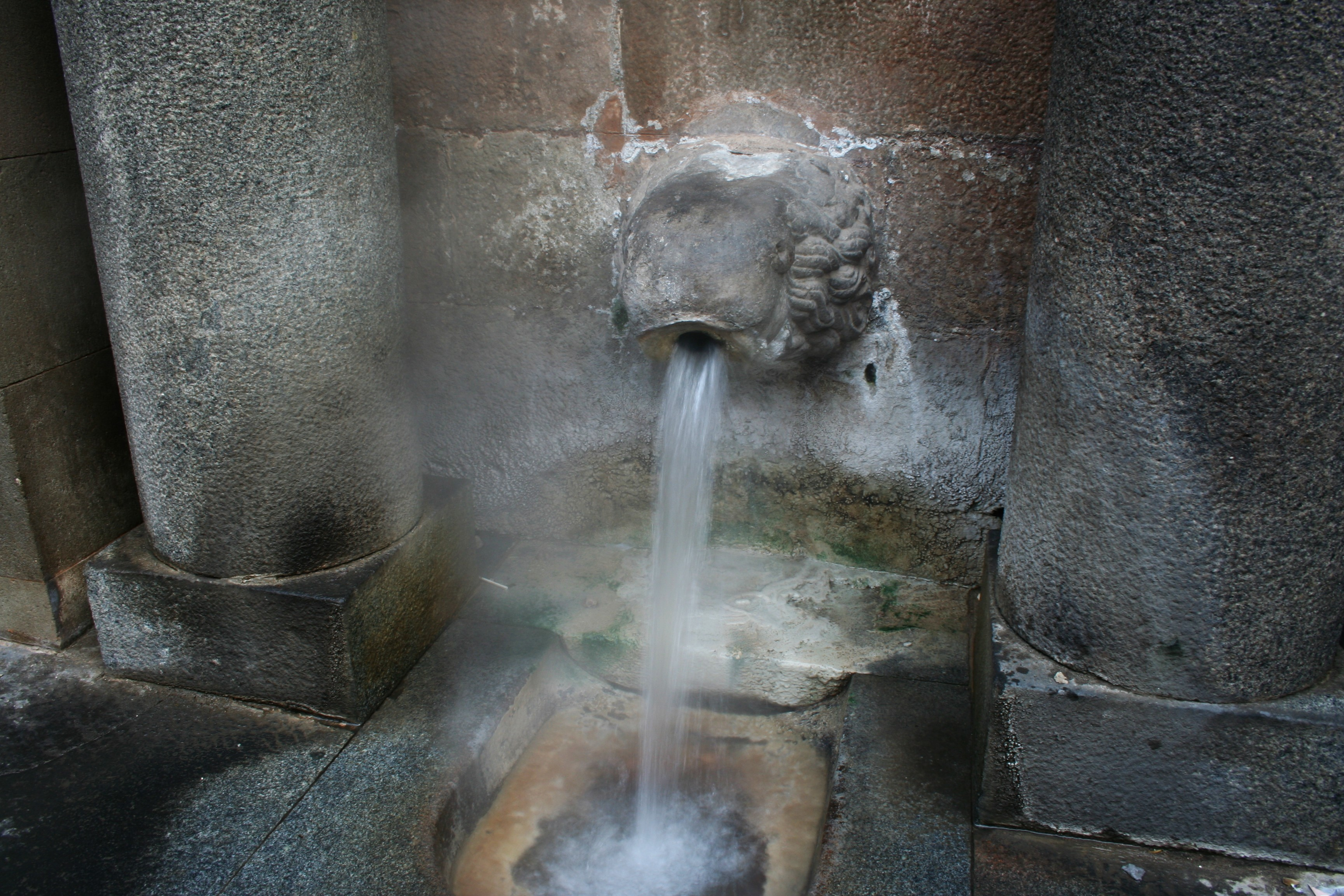
Font del Lleó

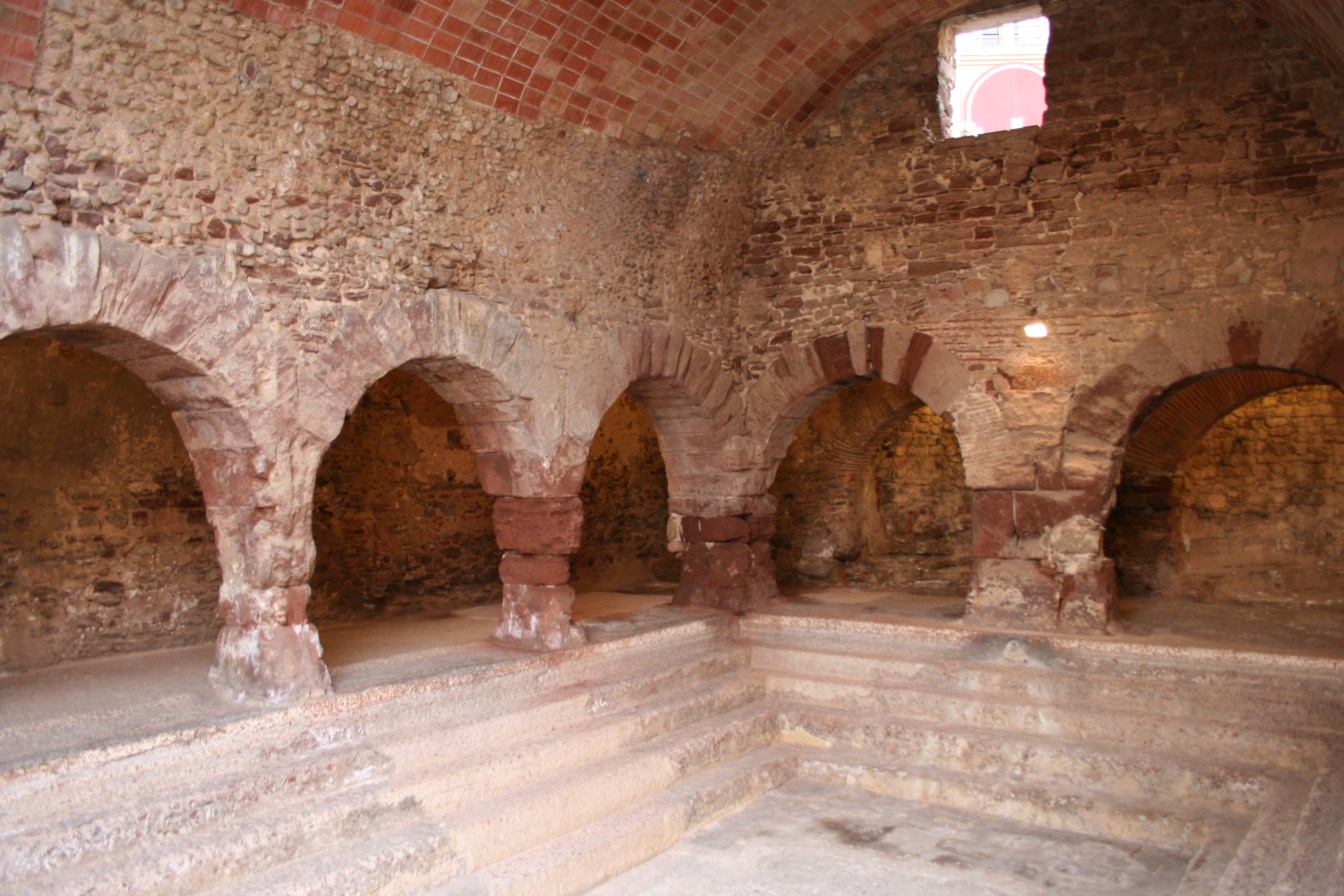
Termes romanes

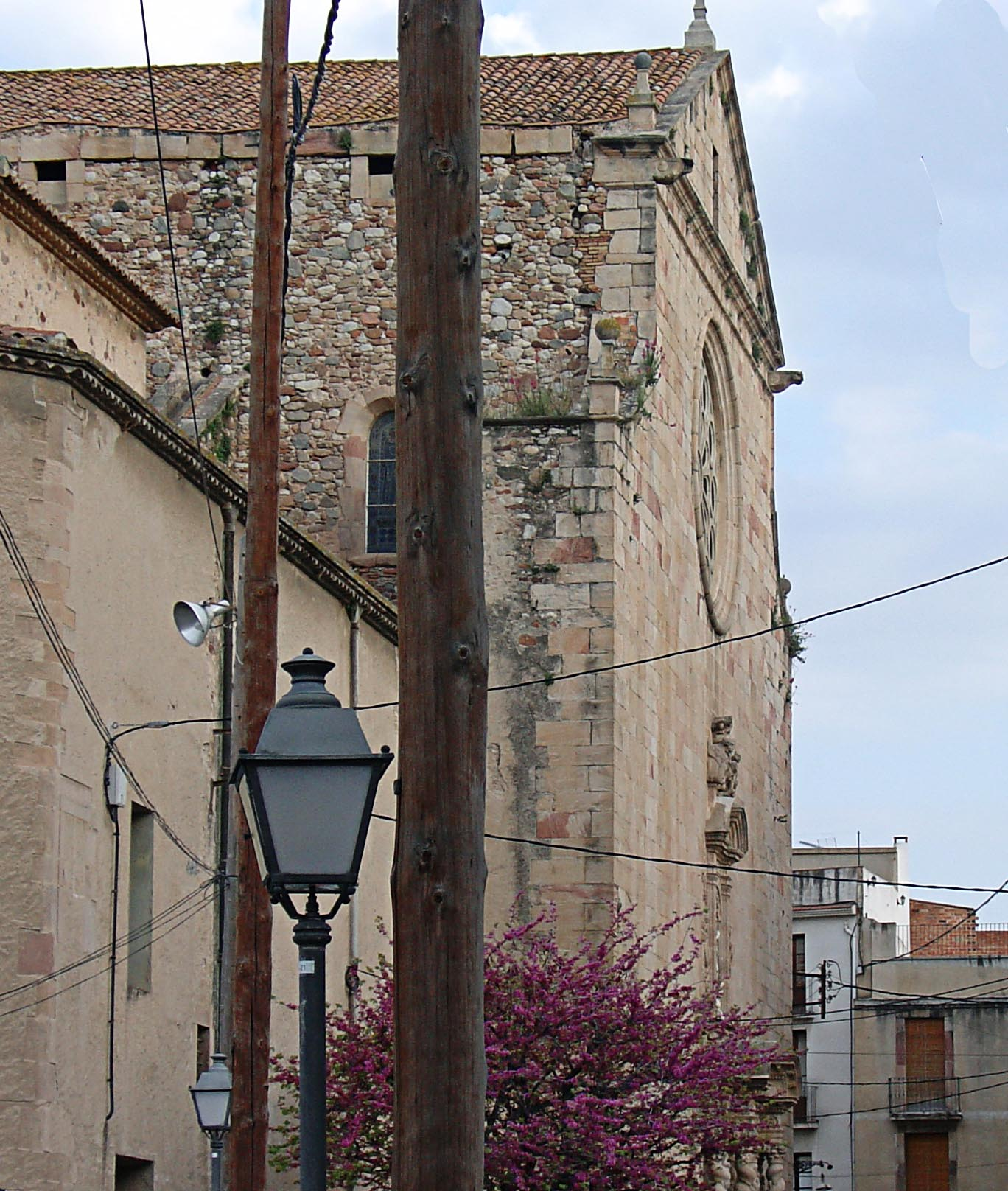
Església

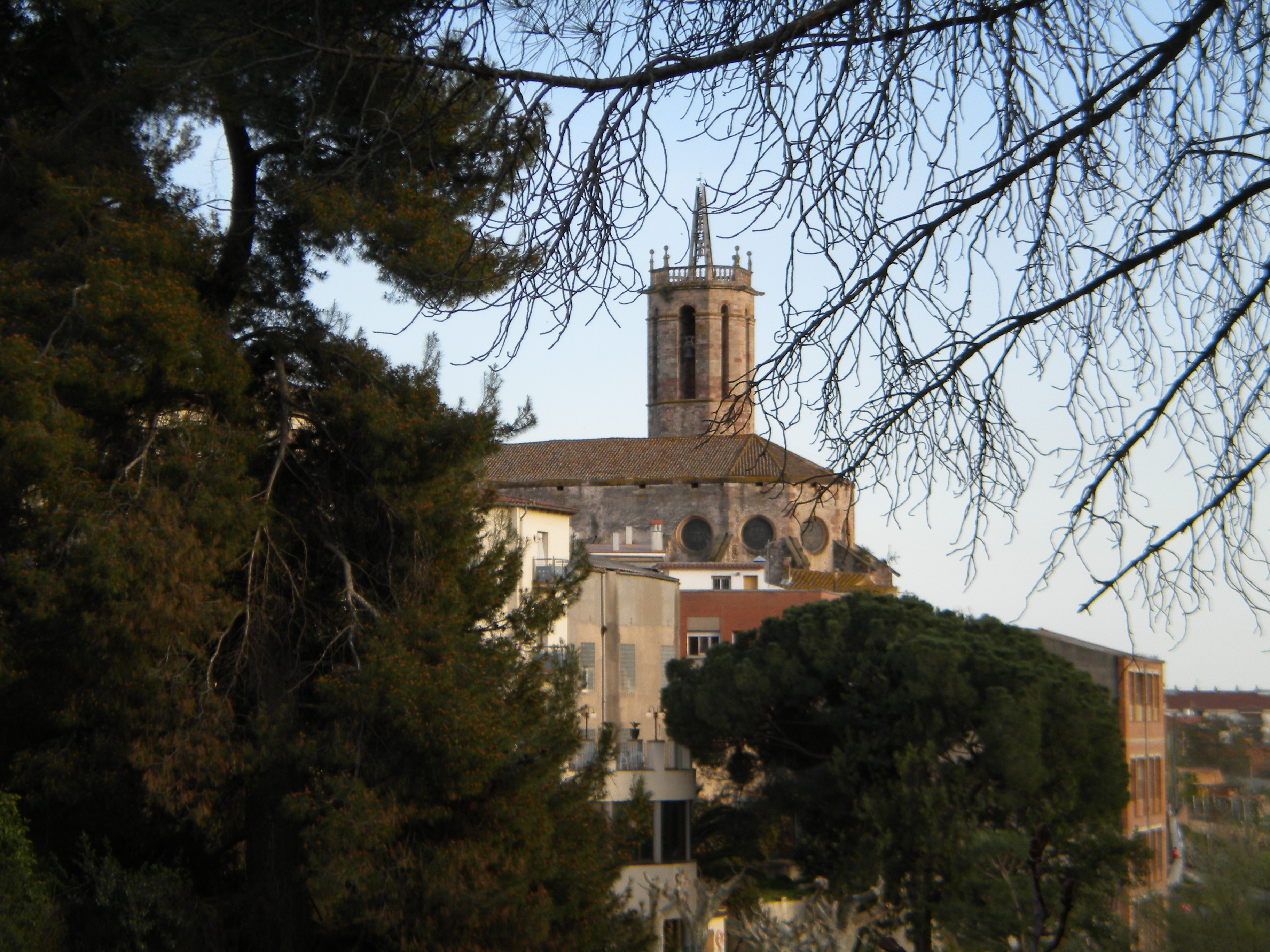
Església parroquial des del Pont del Balneari Rius

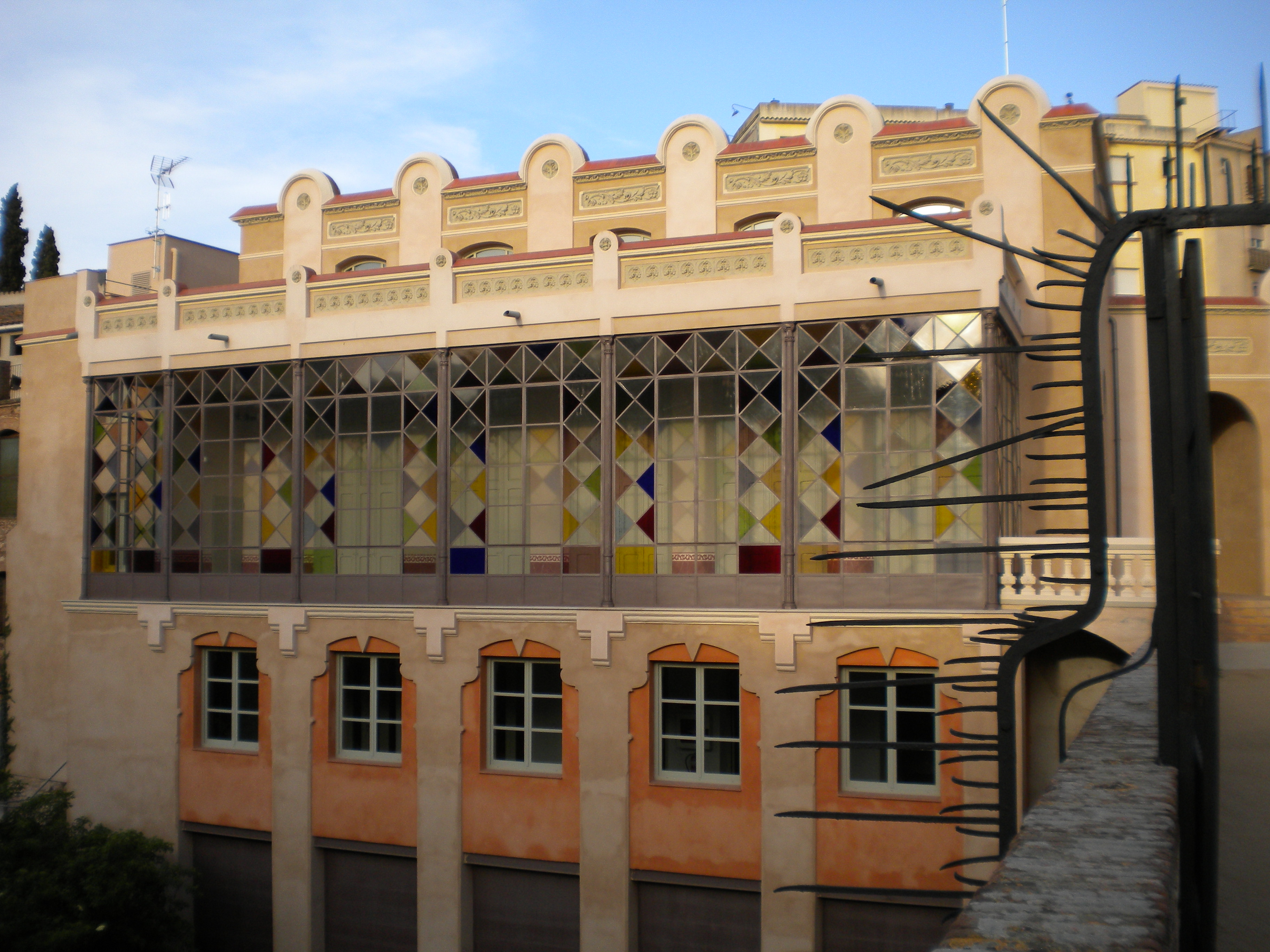
Balconada modernista del Balneari Rius

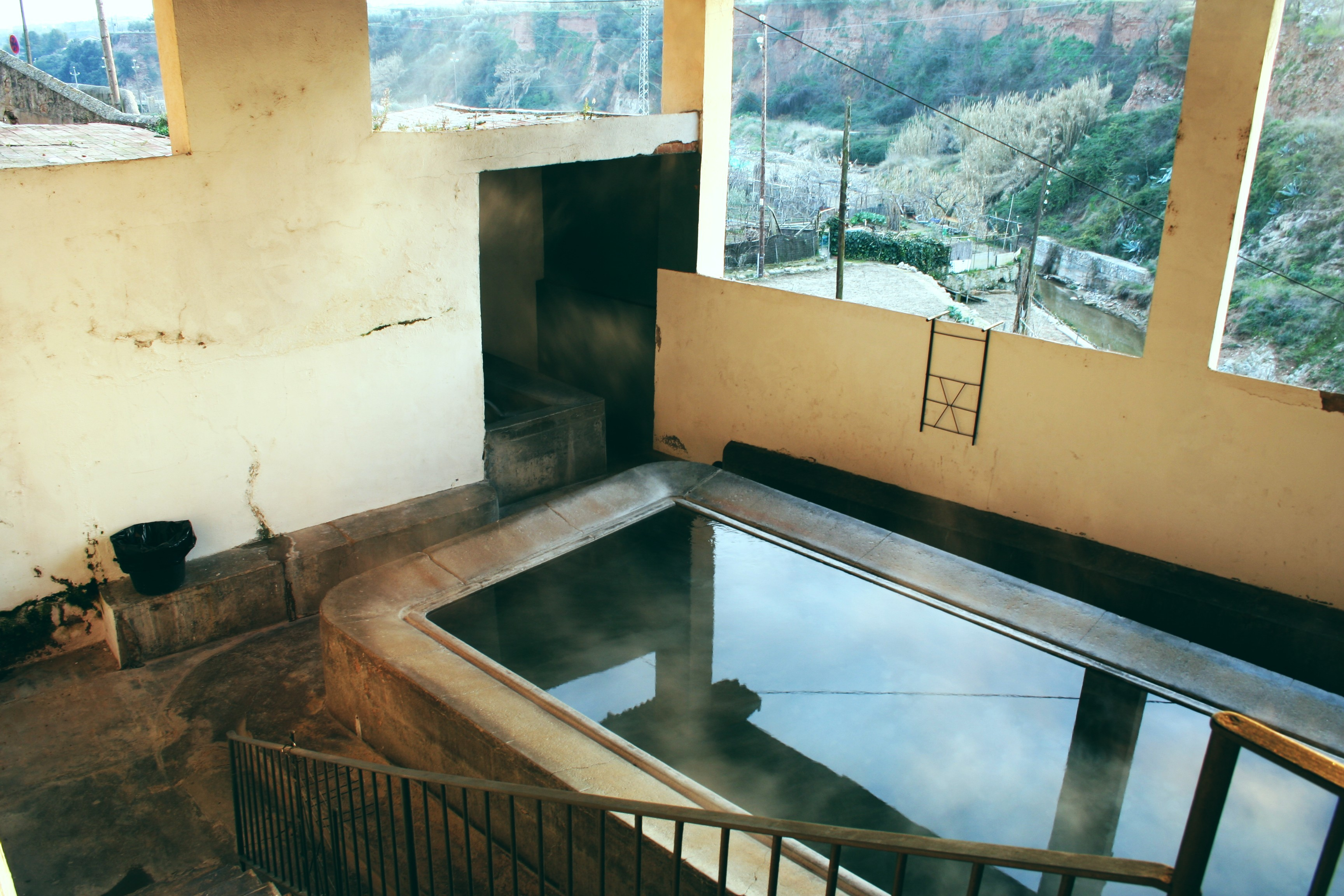
Antic safareig públic

Caldes de Montbui és una vila que, a poc més de 30 km de Barcelona, gira des de temps remots entorn de l'aigua calenta. Té el privilegi de ser el primer poble termal de Catalunya i de posseir les termes romanes més ben conservades de la península Ibèrica. Aquest atractiu es completa amb altres al·licients que fan de la vila termal un centre turístic, cultural, esportiu i natural. Disposa d'una bona situació geogràfica, un clima suau i unes aigües que brollen a 74 °C de temperatura, una de les més elevades d'Europa. Aquestes estadístiques han configurat la vida d'aquesta població de 15.536 habitants segons el cens de l'any 2005.
El centre del nucli antic està situat a la plaça de la Font del Lleó, seu de l'Ajuntament, les termes romanes i la Font del Lleó. La plaça comparteix protagonisme amb la Plaça de l'Àngel, situada entre el carrer Major i el de Pi i Margall, on realment està situat el cor comercial i social de la població.
Caldes de Montbui és a la comarca del Vallès Oriental al límit amb el Vallès Occidental, creix en part sobre la plana i en part sobre la serralada septentrional que tanca la comarca vers el nord (el pic del Vent o de Sant Sebastià, i el Farell, de 805 m.). És travessat de nord a sud per la riera de Caldes, que envolta la població i conflueix amb diversitat de torrenteres. Però, sens dubte, el més destacat de la seva hidrologia són els seus afloraments d'aigües minerals i termals, condicionats per les fractures i plegaments propis de la seva geologia particular. Amb presència econòmica dels tres sectors de producció segueix, però, progressant la general tendència cap a la terciarització professional i un abandonament sistemàtic del treball agrícola. No és aliena a aquesta inversió econòmica la revitalització de la funció balneària, i conseqüentment també turística, de la vila catalana.
Dos eixos de comunicació principals travessen el terme municipal, en el sentit dels quatre punts cardinals: nord del Vallès amb Mollet-Barcelona, i Granollers amb Sabadell-Terrassa. A més, el mateix nucli urbà de Caldes està situat en l'encreuament de les vies de comunicació entre Mollet-Centelles i Terrassa-Granollers. Té també una important empresa de transport de viatgers (Companyia Sagalés), de segur com a conseqüència d'aquesta ubicació privilegiada com enllaç de camins, i de les seves històriques empreses de diligències que voltaven per tota la comarca. Tanmateix, per tal com resta al marge, com a ciutat, dels grans eixos viaris-econòmics que han donat el gran auge industrial de tota la zona del Vallès, i malgrat el seu creixement constant, no ha patit el gran impacte demogràfic i industrial d'altres nuclis de la zona; s'ha mantingut com una població mitjana i amb poca influència sobre els municipis veïns.
Existeix sota la denominació d'aquesta localitat el títol nobiliari del marquesat de Caldes de Montbui. Aquest títol fou concedit l'any 1917 a Anna Girona i Vidal, filla del banquer Manuel Girona i Agrafel, i vídua de Domènec Joan Sanllehy i Alrich (Barcelona 1817-1911), alcalde de la ciutat comtal entre 1906 i 1909. El fill primogènit i successor del títol, com a segon marquès, fou l'historiador Carles Sanllehy i Girona (Barcelona 1882-1973).
El topònim del municipi, Caldes de Montbui, dona fe de l'establiment romà de les termes, com ha estat freqüent a Catalunya: Caldes de Malavella, Caldes de Boí o Caldes d'Estrac són alguns dels exemples. L'existència d'aquests tipus de memòria és un dels millors indicis de la importància de la romanització a casa nostra. Caldes va formar part de la sotsvegueria del Vallès, part de la vegueria de Barcelona, fins al 1716. Entre els anys 1716 i 1833, Caldes estigué integrat en el corregiment de Mataró, i en crear-se la divisió provincial del 1833 passà a formar part de la província de Barcelona. El seu partit judicial és el de Granollers.

## Festes i tradicions
Caldes de Montbui és una vila dinàmica i festiva que conserva les seves festes i tradicions centenàries, com ara la Festa de Sant Antoni, la Festa de Corpus, la celebració de la Festa Major o l'Aplec del Remei. En els darrers anys també ha incorporat algunes festes que han arrelat al territori, com ara l'Escaldàrium (la festa del foc i l'aigua) o la Fira de Titellaires Romà Martí. D'altra banda, cal destacar el Fem bullir l'Olla (Mercat de l'olla i la caldera) i la Fira de Nadal, com activitats de referència a la comarca.
Calendari de festes i tradicions:
- Festa de Sant Antoni Abat: gener, diumenge següent a Sant Antoni
- Fem bullir l'olla (Mercat de l'olla i la caldera i mercat d'artesans): 3r cap de setmana de març
- TACA'M (Concurs de Teatre Amateur Vila de Caldes): cada diumenge, de gener a abril
- La diada de la bicicleta: mes d'abril
- Aplec de Sant Sebastià: 1 de maig
- Fira de Titellaires Romà Martí: 3r cap de setmana de maig. Neix l'any 1993 en homenatge al titellaire Romà Martí. Des d'aleshores, la Fira ha esdevingut un punt de trobada de titellaires d'arreu del món que conviden a tothom a gaudir de l'art dels titelles amb una gran diversitat artística oberta a tots els públics, que ocupa durant tres dies els carrers del nucli antic.

- Caldes Flor-Festa de Corpus: juny

- Jornades Gastronòmiques de les cireres: de mitjan maig cap al final de juny.
- Escaldàrium, la festa del foc i l'aigua: 2n dissabte de juliol.
- MIAU, Mostra Internacional d'Art Urbà: setembre.
- Festa Major: 2n cap de setmana d'octubre. S'organitzen tota mena d'actes, tant durant els dies com a la nit, en els quals hi participen totes les colles culturals de la vila. Els dies amb més activitats programades són sempre el cap de setmana final. Els últims dos anys ha sigut organitzada una festa major autogestionada per un col·lectiu que no està d'acord amb el model de festa que organitza l'ajuntament.
- Aplec del Remei (Capvuitada): 3r diumenge d'octubre. Just una setmana després de la festa Major hi ha la Capvuitada. La festa es concentra al passeig del Remei, el qual s'omple de paradetes d'artesania, menjar, organitzacions benèfiques i d'altres. També desfilen carrosses de cavalls i cotxes antics. L'acte més multitudinari és la cercavila de colles culturals.
- Cursa de Muntanya del Farell: En un primer moment, el darrer cap de setmana de novembre. Des del 2022, durant el mes de febrer.
- Fira de Nadal: 1r cap de setmana de desembre.

## Llocs d'interès
Si ens fiquem a través dels emblemàtics carrers del nucli antic, descobrirem l'històric itinerari termal, en el qual hi ha les antigues Termes romanes de Caldes de Montbui, la Font del Lleó, l'església de Santa Maria de Caldes de Montbui i els balnearis. També es poden visitar el Museu de Caldes (Thermalia), la Casa-museu els Delger, el pont romànic i l'ermita del Remei.

### Balnearis
- Broquetas (pl.del Lleó, 1)

Aigües hipotermals (emergents a més de 70º) clorurades sòdiques i carbonatades. Especialment indicades per afeccions reumàtiques, traumatologia, patologia respiratòria, sistema nerviós, obesitat i estrès. Aquest centre inicià la seva activitat el 1729 i fou reedificat el 1770. Està catalogat com a monument artístic protegit. Des del seu origen consta de tres plantes, amb el temps ha anat incorporant edificis veïns, un parc privat, així doncs, el seu caràcter arquitectònic resulta una mica heterogeni. Mereixen especial comentari les zones modernistes: escales, vestíbul, galeria de banys, terrasses i balcons, ceràmiques vidriades, vidrieres, marqueteries i escultures, així com el vaporarium romà del segle ii en forma d'estufa natural de pedra, coberta per una volta.
- Vila de Caldes (pl. de l'Àngel, 5)

Aigües hipotermals (emergents a 70º) clorurades sòdiques i carbonatades. També indicades per a afeccions reumàtiques i estrès. Aquest centre és el més modern de tots, ja que ha estat edificat de nou el 1992, anteriorment era conegut com el Balneari Solà (des de 1680). El nou edifici conserva la façana de 1849 en els dos pisos superiors i en els detalls de la pedra tallada de les façanes laterals.
- Termes Victòria (c.de Barcelona, 12)

Ubicades en la zona de l'antic barri jueu, el call, de la vila medieval. El seu origen arquitectònic està en les cases que anà ocupant, totes d'origen medieval, i a dins es poden veure exposats els antics conductes de la Font del Lleó, d'aquella mateixa època.
- Banys Forns (c.Forn,12)

Aquí només trobarem galeria de banys, car no té oferta d'hotel; de fet depèn de les termes Victòria i en complementa els seus serveis. Els orígens arquitectònics d'aquests banys els trobarem tot just al segle xix.
- Espai Cel (c.de Barcelona, 12)

Conjunt de piscines d'aigua termal de Caldes de Montbui. Activitat lúdica i de benestar que forma part del Balneari Termes Victòria.

### Torre Nova
Aquesta torre està situada a la defensa de la vall de la riera de Caldes de Montbui. Està situada a dalt d'un turonet entre la riera i la muntanya del Farell. La torre és de planta regular i l'edifici principal té tres pisos d'alçada. Va ser propietat de Vidal de Vallgornera i Branciforte, quart duc de l'Aranella. Avui dia es fa servir com a mas.
Llegenda del Mas de les serps: aquesta casa es coneix amb el nom de Mas de les serps. La tradició popular diu que va pertànyer a un poderós cavaller que hi va construir una casa senyorial. Tothom fuig d'aquesta casa perquè està habitada per serps, especialment per una de molt gran que ha travessat dues vegades el mar.

## Història
La presència humana en el territori que actualment ocupa Caldes de Montbui es remunta al Neolític, a l'any 3500 aC. Els primers pobladors agrícoles vivien dispersos a la vall i van acabar coexistint amb poblats ibèrics, dels quals es conserva la Torre Roja.
Els conqueridors romans van fundar una estació balneària, al voltant de la qual es va desenvolupar el nucli urbà Aquae Calidae. Ho van realitzar aprofitant fonts naturals d'aigua calenta que brollaven des de les capes freàtiques del subsòl. La temperatura de l'aigua sortint era d'uns 74 graus. Es va iniciar així un període de prosperitat, del qual les famoses termes en són una mostra, ja que van començar a ser visitades per forasters que venien per curar-se algunes malalties o per passar una estona de lleure. Aquestes termes són les que millor es conserven de tota la península Ibèrica.
A l'edat mitjana, el municipi es va consolidar com a important centre comarcal i des de principis del segle xii va tenir un mercat setmanal.
Entre els segles xiii i XIV, Caldes, que va començar a denominar-se "de Montbui" per la seva proximitat als barons dels senyors Montbui, es va convertir en un prestigiós centre comercial i menestral, amb nombroses indústries.
La vitalitat de la població es va posar de manifest al llarg del segle xvi amb l'inici de diferents obres urbanes, com la construcció del nou ajuntament, la remodelació de l'hospital medieval i la construcció de la nova església parroquial.

### Fets del 1714
El 14 de gener de 1714, el comandant borbònic José Carrillo de Albornoz, comte de Montemar, es va presentar davant de la vila de Caldes amb mil efectius d'infanteria i mil de cavalleria. A l'interior de la vila, els calderins retenien seixanta-vuit soldats borbònics amb els seus oficials, que havien acudit a la població per recaptar les quinzenades, un impost de Felip V per sufragar el seu exèrcit.
Davant la negativa d'obrir-ne les portes, el comte de Montemar va ordenar que els minadors fessin una bretxa a la muralla durant la nit, a més de forçar els portals de Vic i d'en Bellit. Fruit de la feina nocturna, l'esvoranc obert permeté que les tropes entressin a sang i foc. Els civils que resistiren foren executats, mentre que els restants van fugir atemorits. Tot seguit, els borbònics van saquejar i incendiar Caldes, fins que no van deixar cap casa sencera.
Després de les guerres dels Segadors i de Successió, Caldes va entrar en una decadència de què no es va recuperar fins després de la Guerra del Francès al segle xix.
Tal com va succeir en els seus orígens, la prosperitat tornà al municipi de la mà de les aigües termals. L'impuls econòmic va acabar l'any 1880 amb l'arribada de la línia de ferrocarril de la Companyia dels Ferrocarrils de Tarragona a Barcelona i França entre Mollet-Caldes.
A principis del segle xx la indústria tèxtil i l'explotació de les pedreres de granit van obrir camí a la industrialització del municipi. Però el desenvolupament industrial no va adquirir les dimensions d'altres municipis de la comarca com Terrassa, Sabadell, Mollet, o Granollers. Això va afavorir que Caldes de Montbui es convertís en una residència secundària de moltes famílies de l'àrea metropolitana de Barcelona.
En els últims anys han aparegut nombroses urbanitzacions al poble. L'economia de Caldes gira al voltant de la indústria, sobretot la tèxtil i la construcció.

## Administració
| Període     | Alcalde o alcaldessa                                | Partit polític | Data de possessió | Observacions                               |
| ----------- | --------------------------------------------------- | -------------- | ----------------- | ------------------------------------------ |
| 1979–1983   | Miquel Puig Lucas                                   | PSC            | 19/04/1979        | --                                         |
| 1983–1987   | Miquel Puig Lucas                                   | PSC            | 28/05/1983        | --                                         |
| 1987–1991   | Miquel Puig Lucas / Montserrat Domènech Borrull     | PSC            | 30/06/1987        | --                                         |
| 1991–1995   | Josep M. Garcia Pérez / Montserrat Domènech Borrull | ERC / PSC      | 15/06/1991        | Govern de coalició PSC-ERC                 |
| 1995–1999   | Josep M. Bonora Dasquens                            | CIU            | 17/06/1995        | --                                         |
| 1999–2003   | Montserrat Domènech Borrull                         | PSC            | 03/07/1999        | --                                         |
| 2003–2007   | Montserrat Domènech Borrull                         | PSC            | 14/06/2003        | --                                         |
| 2007–2011   | Jordi Solé Ferrando                                 | ERC            | 16/06/2007        | --                                         |
| 2011–2015   | Jordi Solé Ferrando                                 | ERC            | 11/06/2011        | --                                         |
| 2015–2019   | Jordi Solé Ferrando                                 | ERC            | 13/06/2015        | --                                         |
| 2019-2023   | Isidre Pineda Moncusí                               | ERC            | 15/06/2019        | --                                         |
| Des de 2023 | Isidre Pineda Moncusí                               | ERC            | 17/06/2023        | Govern de coalició amb Junts per Catalunya |

### Darreres eleccions municipals
| Candidatura | Candidatura          | Cap de llista               | Vots                        | Regidors | % vots |
| ----------- | -------------------- | --------------------------- | --------------------------- | -------- | ------ |
|             | ERC-AM               | Isidre Pineda Moncusí       | 2.435                       | 7        | 34,87  |
|             | AC - ARA PL (PDeCAT) | Joan Duran i Poble          | 1.566                       | 4        | 22,42  |
|             | PSC-CP               | Carla Millán Peñaranda      | 1.021                       | 3        | 14,62  |
|             | CM (Junts)           | Roser Xalabarder i Sagalés  | 945                         | 2        | 13,53  |
|             | PP                   | Francisco Javier Suárez     | 583                         | 1        | 8,34   |
|             | CMECP-C              | Margarita Garcia Nieto      | 287                         | 0        | 4,10   |
|             | En blanc             | -                           | 146                         | -        | 2,09   |
|             | Vots nuls            | -                           | 127                         | -        | 1,78   |
| Total       | Total                | 7.110 (52,08% participació) | 7.110 (52,08% participació) | 17       |        |

## Llista d'entitats
Esports
- Club Natació Caldes[cal citació]
- Club Bàsquet Caldes[cal citació]

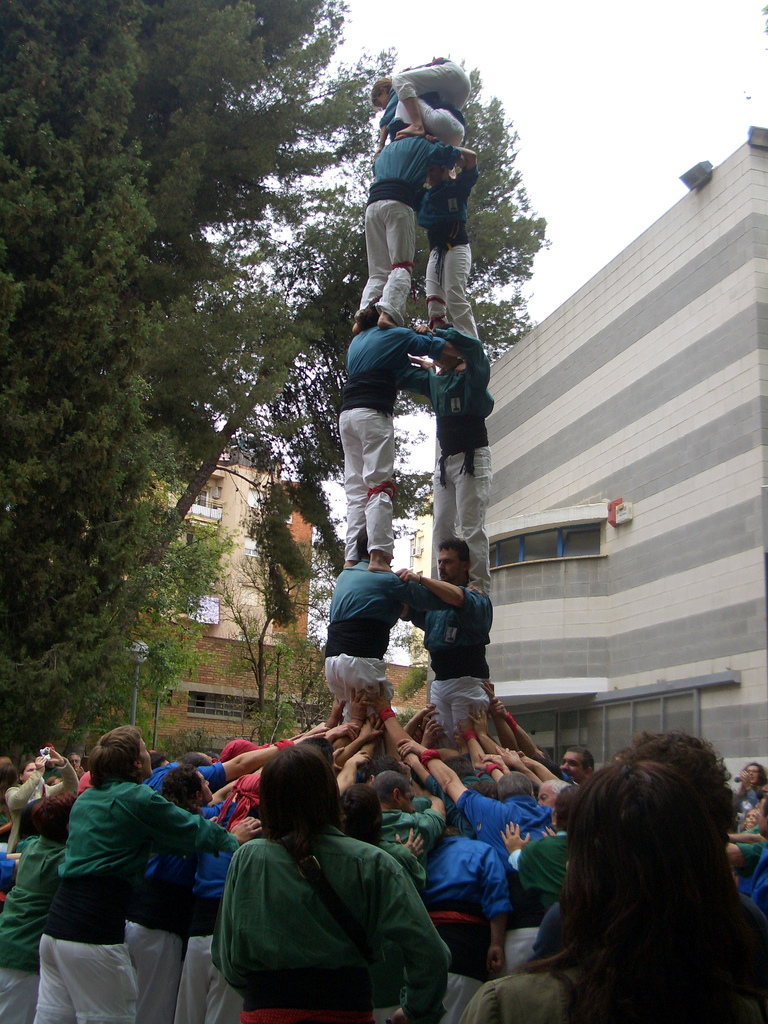
2 de 6 carregat pels Castellers de Caldes de Montbui en la diada de Sant Jordi a Esplugues, l'any 2006

- Club de Futbol Caldes (Caldes CF)[cal citació]
- Club Hoquei Caldes[cal citació]
- Rugby & Touch Caldes[cal citació]
- Esport Ciclista de Caldes De Montbui[cal citació]
- Club Escacs Caldes[cal citació]
- Club Futbol Sala Caldes(Legea Bugarai)[cal citació]

Cultura
- Agrupació Sardanista Calderina[cal citació]
- Ball de Diables
- Ball de Pastorets[cal citació]
- Castellers de Caldes de Montbui
- Centre, Ateneu Democràtic i Progressista
- Colla de geganters[cal citació]
- Bastoners de Caldes de Montbui[cal citació]
- Setmanari Montbui[cal citació]
- Acció Cívica Calderina[cal citació]

Solidaritat
- Caldes Solidària[cal citació]
- Càritas Caldes[cal citació]
- Creu Roja Caldes[cal citació]

Juvenils
- La Guspira[cal citació]
- Agrupament Escolta El Pasqualet[cal citació]
- El Toc[cal citació]
- Esplai Grifoll[cal citació]
- Jovent Republicà Caldes de Montbui[cal citació]
- JSC Caldes - Sant Feliu[cal citació]
- Arran Caldes[cal citació]

## Proximitats
- Barcelona a 27 km.
- Monestir de Sant Miquel del Fai a 20 km.
- Costa Brava a 70 km.
- Monestir de Montserrat a 65 km.
- Parc Natural del Montseny a 65 km.

## Demografia
| 1497 f | 1515 f | 1553 f | 1717  | 1787  | 1857  | 1877  | 1887  | 1900  | 1910  |
| ------ | ------ | ------ | ----- | ----- | ----- | ----- | ----- | ----- | ----- |
| 138    | 157    | 197    | 1.391 | 1.694 | 3.595 | 3.693 | 3.737 | 3.474 | 3.627 |

| 1920  | 1930  | 1940  | 1950  | 1960  | 1970  | 1981   | 1990   | 1992   | 1994   |
| ----- | ----- | ----- | ----- | ----- | ----- | ------ | ------ | ------ | ------ |
| 4.308 | 4.777 | 4.388 | 4.729 | 5.986 | 8.161 | 10.168 | 11.003 | 11.501 | 11.501 |

| 1996   | 1998   | 2000   | 2002   | 2004   | 2006   | 2008   | 2010   | 2012   | 2014   |
| ------ | ------ | ------ | ------ | ------ | ------ | ------ | ------ | ------ | ------ |
| 12.788 | 12.673 | 12.464 | 13.244 | 15.096 | 15.941 | 16.518 | 17.019 | 17.271 | 17.156 |

| 2016   | 2018   | 2020   | 2022   | 2024   | 2026 | 2028 | 2030 | 2032 | 2034 |
| ------ | ------ | ------ | ------ | ------ | ---- | ---- | ---- | ---- | ---- |
| 17.137 | 17.449 | 17.812 | 17.932 | 18.336 | -    | -    | -    | -    | -    |

## Fills il·lustres
- Andreu Canals i Tirado (1912-2007) pagès d'ofici i poeta per vocació
- Anna Fontcuberta i Morral, física
- Enric Moreu-Rey
- Josep Aparici i Fins
- Josep Padrós i Cuscó militar (1858-1916).[cal citació]
- Joan Samsó (1793-1863) militar i funcionari públic.[cal citació]
- Miquel Gispert i Vila (1888-1974) pintor a l'oli de paisatges.[cal citació]
- Josep Joaquim Ribó (de la meitat fins a final del segle xix), publicista i historiador.
- Jordi Solé i Ferrando, eurodiputat i exalcalde de Montbui.
- Nona Sobo, actriu.
- Pau Prats
- Pere Duran i Farell
- Ramon de Caldes

## Agermanaments
- Sent Pau de Dacs
- Taunusstein